# Raymond Serra
Raymond Serra est un acteur américain né le 13 août 1936 à New York, New York (États-Unis) et mort le 20 juin 2003.

## Filmographie
(novembre 2024).
- 1974 : Le Flambeur (The Gambler) : Benny
- 1975 : Un après-midi de chien (Dog Day Afternoon) : New York Plainclothes Cop
- 1976 : Le Coureur de marathon (Marathon Man) : Truck Driver
- 1976 : The Death Collector : Doctor
- 1977 : Hooch
- 1977 : Contract on Cherry Street (TV) : Jimmy Monks, Bar Owner
- 1979 : Gangsters : Willie
- 1979 : Manhattan : Pizzeria Waiter
- 1979 : Voices : Track Regular
- 1980 : Hardhat and Legs (TV) : Vinnie
- 1980 : Fighting Back (TV) : Tony Parisi
- 1981 : Les Uns et les Autres
- 1981 : Arthur : Racetrack Owner
- 1981 : Wolfen de Michael Wadleigh : Detective
- 1981 : Bill (TV) : Harry, Bill's boss at country club
- 1956 : The Edge of Night (série TV) : Eddie Lorimar (1982)
- 1983 : Vigilante : Court officer
- 1984 : Alphabet City : Gino
- 1984 : Concealed Enemies (TV) : J. Edgar Hoover
- 1984 : Splitz : Vito Napoliani
- 1985 : La Rose pourpre du Caire (The Purple Rose of Cairo) : Hollywood Executive
- 1985 : L'Honneur des Prizzi (Prizzi's Honor) : Bocca
- 1985 : Stone Pillow (TV) : Stan
- 1986 : Une affaire meurtrière (TV) : DiNardi
- 1986 : The House of Ramon Iglesia (TV) : Callas
- 1987 : Nasty Hero (TV) : Vic
- 1987 : A Time to Remember : Frank Villano
- 1987 : Prise (Forever, Lulu) : Alphonse
- 1987 : The Saint in Manhattan (TV)
- 1987 : La Vallée fantôme : Le père de Dara
- 1988 : Alone in the Neon Jungle (TV) : Sgt. Sal Ruby
- 1989 : Money, Power, Murder. (TV) : Richie
- 1990 : Les Tortues ninja (Teenage Mutant Ninja Turtles) : Chief Sterns
- 1991 : Les Tortues ninja II - Les héros sont de retour (Teenage Mutant Ninja Turtles II: The Secret of the Ooze) : Chief Sterns
- 1993 : Bobby et Marilyn (Marilyn & Bobby: Her Final Affair), de Bradford May (téléfilm) : Sam Giancana
- 1994 : Revocator (en) (Sugar Hill) de Leon Isacho (en) : Sal Marconi
- 1994 : Le Silence des jambons (Il Silenzio dei prosciutti) : Agent Prostitute #1
- 1995 : Meurtres en série (Deadline for Murder: From the Files of Edna Buchanan) (TV) : The Man
- 1996 : Gotti (TV) : Frank LoCascio
- 1998 : Casses en tous genres (Safe Men) : Barber
- 1999 : Shepherd : Father Rizzo
- 1999 : 18 Shades of Dust : Sammy Coppola
- 1999 : Men of Means : Tommy C.
- 2000 : Mambo Café : Goon #3
- 2000 : Wannabes : Uncle Tommy
- 2003 : Mail Order Bride : Robber
- 2004 : Mafioso: The Father, the Son : Don Salvatore